# Оргьен Тобгьял
Оргьен Тобгьял Ринпоче, или Тулку Угьен Тобгьял (тиб. ཨོ་རྒྱན་སྟོབས་རྒྱལ་རིན་པོ་ཆེ, Вайли o rgyan stobs rgyal rin po che) — тибетский лама, родившийся в 1951 году в Каме на востоке Тибета. В настоящее время живёт в изгнании в Индии.

## Биография
Оргьен Тобгьял Ринпоче был старшим сыном третьего Нетена Чоклинг Ринпоче. У него есть три младших брата и сестра. В 1959 году семья покинула страну и отправилась в Сикким, где жила в течение нескольких лет. В 1967 году его отец, Нетен Чоклинг 3-й, начал строительство тибетского монастыря около Бира, Химачал-Прадеш на северо-востоке Индии, и погиб в результате автомобильной аварии в 1973 году.
Оргьен Тобгьял взял на себя заботу о монастыре в Бире. 10 августа 1973 года в Бутане родился Нетен Чоклинг, которого 16-й Кармапа и Дилго Кхьенце Ринпоче признали реинкарнацией его отца. В семь лет он был доставлен в монастырь в Бире.
Оргьен Тобгьял был одним из учителей молодого тулку (реинкарнации) своего отца.
Через некоторое время Оргьен Тобгьял Ринпоче отправился на Запад, где сначала начал преподавать в Дордони, Франция.
Между 2004 и 2006 годами Оргьен Тобгьял дважды посетил Тибет, чтобы восстановить монастырь Нетен-Гон, основанный его отцом.
В период между 1994 и 1996 годами Оргьен Тобгьял был членом Тибетского парламента в изгнании, куда был переизбран в 2001 и 2006 годах. Оргьен Тобгьял является прекрасным оратором.
Оргьен Тобгьял также является хорошим актёром, сыгравшим в фильме «Кубок» (1999). Он также сыграл роль учителя Миларепы в фильме «Миларепа», в котором также был художественным руководителем.